# Indenização compensatória
Indenização compensatória é um direito que a Constituição Federal do Brasil assegura aos trabalhadores despedidos arbitrariamente ou sem justa causa. O trabalhador recebe, até que lei complementar estabeleça um valor definitivo, quarenta por cento do montante dos depósitos do FGTS, da correção monetária e dos juros capitalizados na conta vinculada do empregado, do período trabalhado na empresa. A indenização compensatória também é aplicada no caso de cancelamento do contrato de trabalho por motivo de culpa mútua ou de força maior, reconhecidas pela Justiça do Trabalho, ficando a percentagem reduzida para vinte por cento.
Esse direito é regularizado pelo artigo 9º da Lei nº 6.708/79 e artigo 9º da Lei nº 7.238/84.